# Hi My Sweetheart
Hi My Sweetheart (ch. trad. : 海派甜心 ; py : Hǎipài tiánxīn) est un drama taïwanais, comédie romantique de 14 épisodes d'une heure chacun, diffusé du 1er novembre 2009 au 31 janvier 2010 sur la chaine CTS, puis sur la chaine câblée GTV avec une semaine de décalage.

## Résumé
Xue Hai est issue d'une riche famille et décide d'aller faire ses études à Hangzhou. Sa grande sœur désirant le protéger 
décide de le faire passer pour un garçon du nom de Lin da lang et "sans un sous". Il rencontre Chen Bao Zhu dont il va devenir ami et ensuite tomber amoureux. Par un malentendu, Xue Hai pense que Chen Bao Zhu l'a quitté peu de temps avant la fin de l'année universitaire. Le cœur brisé il revient à Taiwan, et se "métamorphose". Trois ans plus tard, il entend la voix de Chen Bao Zhu et décide de se venger pour l'avoir quitté sans un mot.

## Distribution
- Show Luo : Xue Hai/Lin Da Lang
- Rainie Yang : Chen Bao Zhu
- Lee Wei : He Yan Feng
- Maggie Wu : Mo Li
- Fang Fang : Xue Bo
- Xiang Yu Jie : Xue Pei

## Musique
- Générique du début : Head Over Heels in Love, par Show Luo
- Générique de fin : Rainie Love, par Rainie Yang